# Moisson (Yvelines)
Pour les articles homonymes, voir Moisson.
Moisson est une commune du département des Yvelines, dans la région Île-de-France, en France, située à 17 km environ au nord-ouest de Mantes-la-Jolie.
Ses habitants sont appelés les Moissonnais.

## Géographie

### Localisation

Localisation de Moisson dans les Yvelines.

La commune de Moisson est située à 18 km au nord-ouest de Mantes-la-Jolie, dans une boucle de la Seine qui forme une presqu'île.

### Hydrographie
Son territoire est délimité par le cours de la Seine, face aux communes de La Roche-Guyon, Haute-Isle et Vétheuil (toutes trois dans le Val-d'Oise), mais englobe certaines îles du fleuve : île de Bouche et île de Haute-Isle,

### Relief et géologie
C'est une plaine alluviale (altitude 40 mètres), en grande partie boisée, et le lieu de nombreuses exploitations de gravières et sablières.

### Communes limitrophes
| La Roche-Guyon (Val-d'Oise) | Haute-Isle (Val-d'Oise) |                         |
|                             | Moisson                 | Vétheuil (Val-d'Oise)   |
| Freneuse                    | Mousseaux-sur-Seine     | Saint-Martin-la-Garenne |

### Climat
Pour des articles plus généraux, voir Climat de l'Île-de-France et Climat des Yvelines.
En 2010, le climat de la commune est de type climat océanique dégradé des plaines du Centre et du Nord, selon une étude du CNRS s'appuyant sur une série de données couvrant la période 1971-2000. En 2020, Météo-France publie une typologie des climats de la France métropolitaine dans laquelle la commune est exposée à un climat océanique et est dans la région climatique Sud-ouest du bassin Parisien, caractérisée par une faible pluviométrie, notamment au printemps (120 à 150 mm) et un hiver froid (3,5 °C).
Pour la période 1971-2000, la température annuelle moyenne est de 11,1 °C, avec une amplitude thermique annuelle de 14,5 °C. Le cumul annuel moyen de précipitations est de 687 mm, avec 11,3 jours de précipitations en janvier et 7,5 jours en juillet. Pour la période 1991-2020, la température moyenne annuelle observée sur la station météorologique la plus proche, située sur la commune de Magnanville à 12 km à vol d'oiseau, est de 11,6 °C et le cumul annuel moyen de précipitations est de 641,5 mm,. Pour l'avenir, les paramètres climatiques de la commune estimés pour 2050 selon différents scénarios d'émission de gaz à effet de serre sont consultables sur un site dédié publié par Météo-France en novembre 2022.

## Urbanisme

### Typologie
Au 1er janvier 2024, Moisson est catégorisée commune rurale à habitat dispersé, selon la nouvelle grille communale de densité à sept niveaux définie par l'Insee en 2022.
Elle est située hors unité urbaine. Par ailleurs la commune fait partie de l'aire d'attraction de Paris, dont elle est une commune de la couronne,. Cette aire regroupe 1 929 communes,.

### Occupation des solssimplifiée
Le territoire de la commune se compose en 2017 de 81,15 % d'espaces agricoles, forestiers et naturels, 12,29 % d'espaces ouverts artificialisés et 6,56 % d'espaces construits artificialisés.

### Écarts et lieux-dits

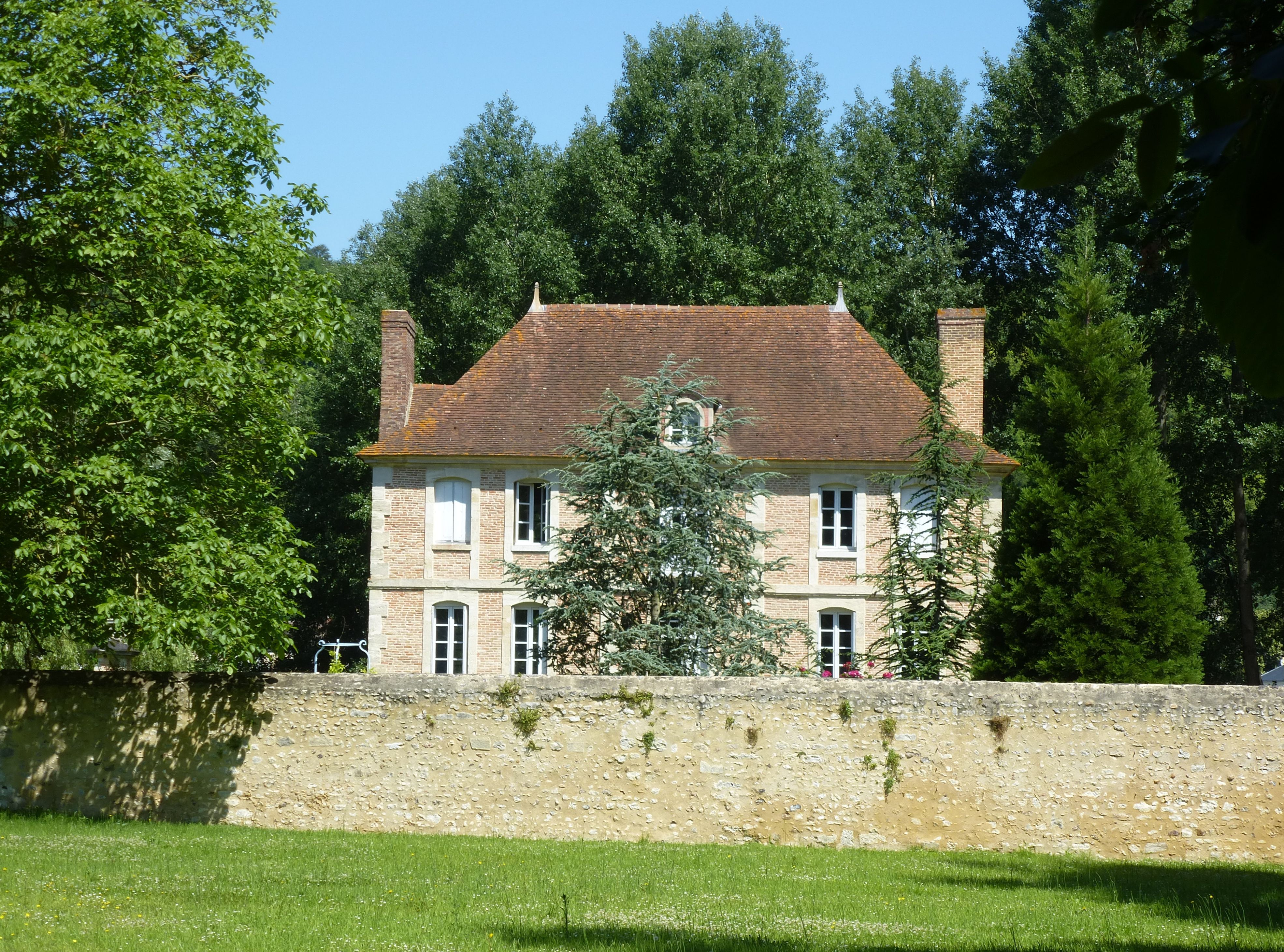
Pavillon La Vacherie (Maison dite du Passeur).

- Lavacourt, village rattaché à la commune borde la Seine à l'est de la commune[12].
- La Vacherie à l'ouest où est située la Maison dite du Passeur[12].

## Toponymie
La forme ancienne était Moison avec un seul s. Le nom « Moisson » désigne en ancien français le moineau et le sobriquet d'un homme vif, léger. Ce mot a désigné aussi le moissonneur. La végétation de ce lieu humide et marécageux, le fait dériver du latin muscus qui désigne la mousse ou d'une ancienne redevance moison ou muyson, de muy, « une mesure de volume ».

## Histoire
Le site du village est occupé dès la préhistoire, comme l'atteste la découverte d'armes en silex.
Ce territoire fut longtemps rattaché au duché de la Roche-Guyon.
Jusqu'au XVIIe siècle, la boucle de la Seine constitue une importante garenne, jusqu'à ce que le duc de La Rochefoucauld, seigneur de La Roche-Guyon, accorde à sept vignerons de Moisson une permission valable six mois de dépeupler toute la garenne de ses lapins, contre une redevance de 1 200 livres et de douze douzaines de lapins. L'autorisation est renouvelée l'année suivante et accordée à d'autres paysans, contre une redevance de 2 500 livres et de dix-huit douzaines de lapins.
Le reboisement est entrepris à partir de 1750 par le duc Alexandre de La Rochefoucauld, puis poursuivi par sa fille, la duchesse d'Enville. On y plante alors des chênes, bouleaux, pins maritimes et sylvestres, puis en 1773, six cents pieds de mûriers. Une magnanerie est même créée pour l'élevage du bombyx du mûrier, le ver à soie, mais ne connaît qu'une existence éphémère : elle ferme dès 1785.
En 1902 et dans les années suivantes, les frères Paul et Pierre Lebaudy, riches industriels du sucre installés à Rosny-sur-Seine, y ont fait construire  et fait voler des ballons dirigeables. Le premier vol eut lieu le 13 novembre 1902. Une stèle en hommage aux frères Lebaudy fut inaugurée en 2002 à l’occasion du centenaire de ce vol.
En 1947, Le Scoutisme français y organisa le jamboree de la paix, rassemblement de scouts du monde entier.
En 1992, l’UCPA prend en charge la gestion de la base de loisirs jusqu’en 2002.

## Politique et administration

### Les maires de Moisson
| Période                                  | Période  | Identité       | Étiquette | Qualité |
| ---------------------------------------- | -------- | -------------- | --------- | ------- |
| Les données manquantes sont à compléter. |          |                |           |         |
| mars 2001                                | 2020     | Daniel Gouriou |           |         |
| 2020                                     | En cours | Cécile Debon   |           |         |

### Instances judiciaires et administratives
La commune de Moisson appartient au canton de Bonnières-sur-Seine ainsi qu'à la communauté de communes des Portes de l’Île-de-France dont la ville centre est également Bonnières.
Le territoire communal est également inclus dans  celui de l'opération d'intérêt national Seine-Aval.
Sur le plan électoral, la commune est rattachée à la neuvième circonscription des Yvelines, circonscription à dominante rurale du nord-ouest des Yvelines.
Sur le plan judiciaire, Moisson fait partie de la juridiction d’instance de Mantes-la-Jolie et, comme toutes les communes des Yvelines, dépend du tribunal de grande instance ainsi que de tribunal de commerce sis à Versailles,.

## Population et société

### Démographie

#### Évolution démographique
L'évolution du nombre d'habitants est connue à travers les recensements de la population effectués dans la commune depuis 1793. Pour les communes de moins de 10 000 habitants, une enquête de recensement portant sur toute la population est réalisée tous les cinq ans, les populations de référence des années intermédiaires étant quant à elles estimées par interpolation ou extrapolation. Pour la commune, le premier recensement exhaustif entrant dans le cadre du nouveau dispositif a été réalisé en 2006.

En 2022, la commune comptait 913 habitants, en évolution de −5,29 % par rapport à 2016 (Yvelines : +2,72 %, France hors Mayotte : +2,11 %).
| 1793 | 1800 | 1806 | 1821 | 1831 | 1836 | 1841 | 1846 | 1851 |
| ---- | ---- | ---- | ---- | ---- | ---- | ---- | ---- | ---- |
| 810  | 853  | 800  | 861  | 892  | 846  | 829  | 739  | 692  |

| 1856 | 1861 | 1866 | 1872 | 1876 | 1881 | 1886 | 1891 | 1896 |
| ---- | ---- | ---- | ---- | ---- | ---- | ---- | ---- | ---- |
| 588  | 642  | 631  | 587  | 504  | 504  | 489  | 436  | 399  |

| 1901 | 1906 | 1911 | 1921 | 1926 | 1931 | 1936 | 1946 | 1954 |
| ---- | ---- | ---- | ---- | ---- | ---- | ---- | ---- | ---- |
| 385  | 401  | 405  | 290  | 280  | 304  | 247  | 257  | 347  |

| 1962 | 1968 | 1975 | 1982 | 1990 | 1999 | 2006 | 2011 | 2016 |
| ---- | ---- | ---- | ---- | ---- | ---- | ---- | ---- | ---- |
| 350  | 387  | 462  | 604  | 662  | 795  | 899  | 927  | 964  |

| 2021 | 2022 | - | - | - | - | - | - | - |
| ---- | ---- | - | - | - | - | - | - | - |
| 936  | 913  | - | - | - | - | - | - | - |

#### Pyramide des âges
En 2018, le taux de personnes d'un âge inférieur à 30 ans s'élève à 34 %, soit en dessous de la moyenne départementale (38 %). À l'inverse, le taux de personnes d'âge supérieur à 60 ans est de 22 % la même année, alors qu'il est de 21,7 % au niveau départemental.
En 2018, la commune comptait 489 hommes pour 489 femmes, soit un taux de 50 % de femmes, légèrement inférieur au taux départemental (51,32 %).
Les pyramides des âges de la commune et du département s'établissent comme suit.
| Hommes | Classe d’âge | Femmes |
| ------ | ------------ | ------ |
| 0,6    | 90 ou +      | 0,8    |
| 5,4    | 75-89 ans    | 6,6    |
| 16,9   | 60-74 ans    | 13,8   |
| 26,1   | 45-59 ans    | 22,6   |
| 18,1   | 30-44 ans    | 21,2   |
| 14,8   | 15-29 ans    | 15,0   |
| 18,2   | 0-14 ans     | 20,0   |

| Hommes | Classe d’âge | Femmes |
| ------ | ------------ | ------ |
| 0,6    | 90 ou +      | 1,4    |
| 6      | 75-89 ans    | 7,8    |
| 13,5   | 60-74 ans    | 14,8   |
| 20,7   | 45-59 ans    | 20,1   |
| 19,6   | 30-44 ans    | 19,9   |
| 18,5   | 15-29 ans    | 16,8   |
| 21,2   | 0-14 ans     | 19,2   |

### Sports
De nombreuses associations sportives dont le Club de Voile de Moisson-Lavacourt (CVML), membre de la Fédération française de voile et présidé par Eric TURBOT. Ce club organise de multiples régates régionales et nationales et compte environ 100 membres.

## Économie

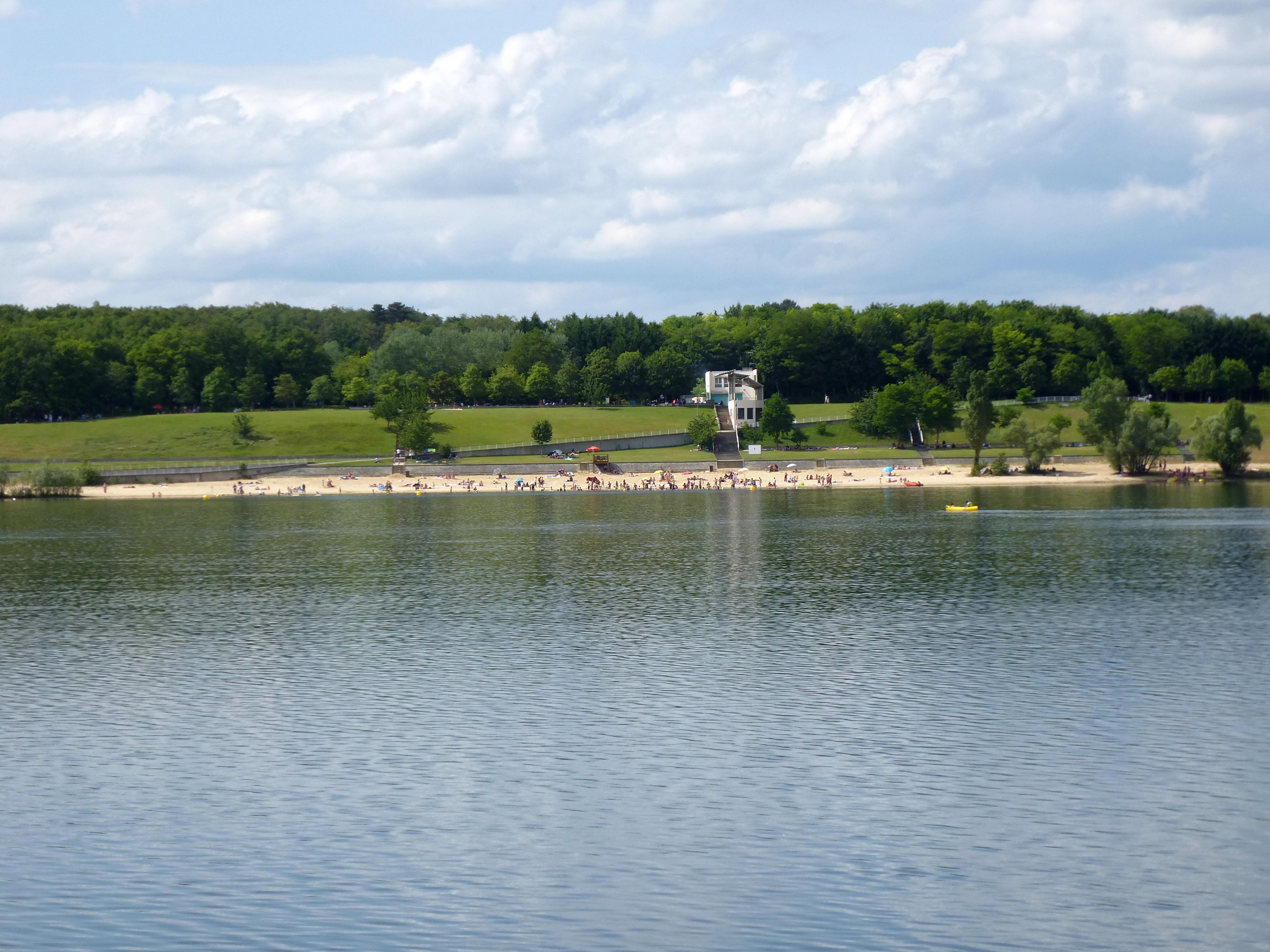
La base de plein air et de loisirs.

- Exploitation de sablières : cette exploitation a été fortement réduite et porte sur 80 ha environ. La production de sable de très bonne qualité porte sur environ 200 000 tonnes par an. L'exploitant est la Compagnie des sablières de la Seine (CSS, groupe Lafarge).
- La base de plein air et de loisirs des Boucles de Seine[24] installée autour d'un plan d'eau de 120 hectares créé dans d'anciennes sablières reconverties.

Elle s'étend aussi sur la commune voisine de Mousseaux-sur-Seine.
Cette base offre la possibilité de pratiquer les sports nautiques, mais comprend aussi, entre autres, un golf à 18 trous et des aires pour pratiquer le VTT.

## Culture locale et patrimoine

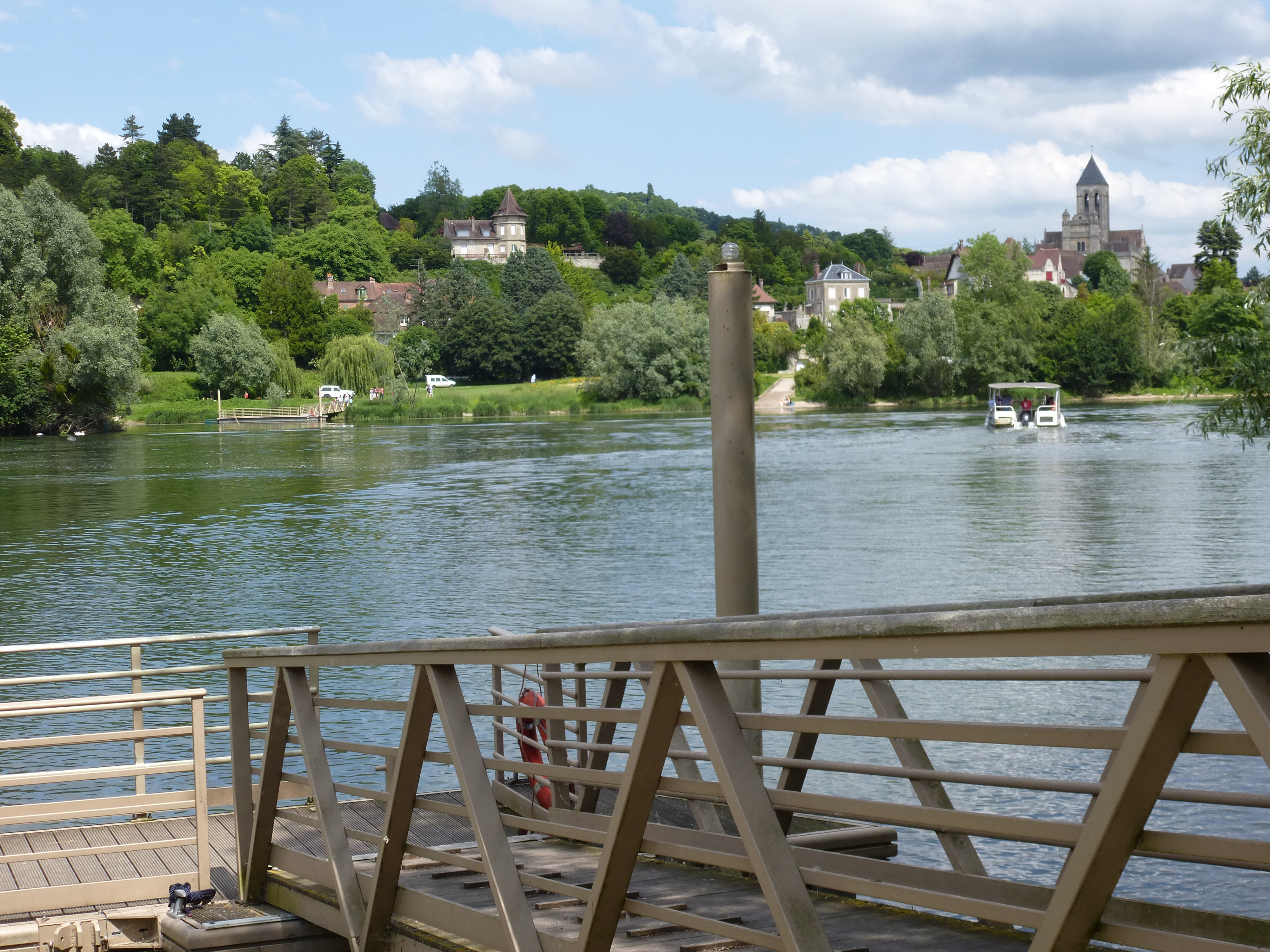
Bac permettant de traverser la Seine de Lavacourt à Vétheuil.

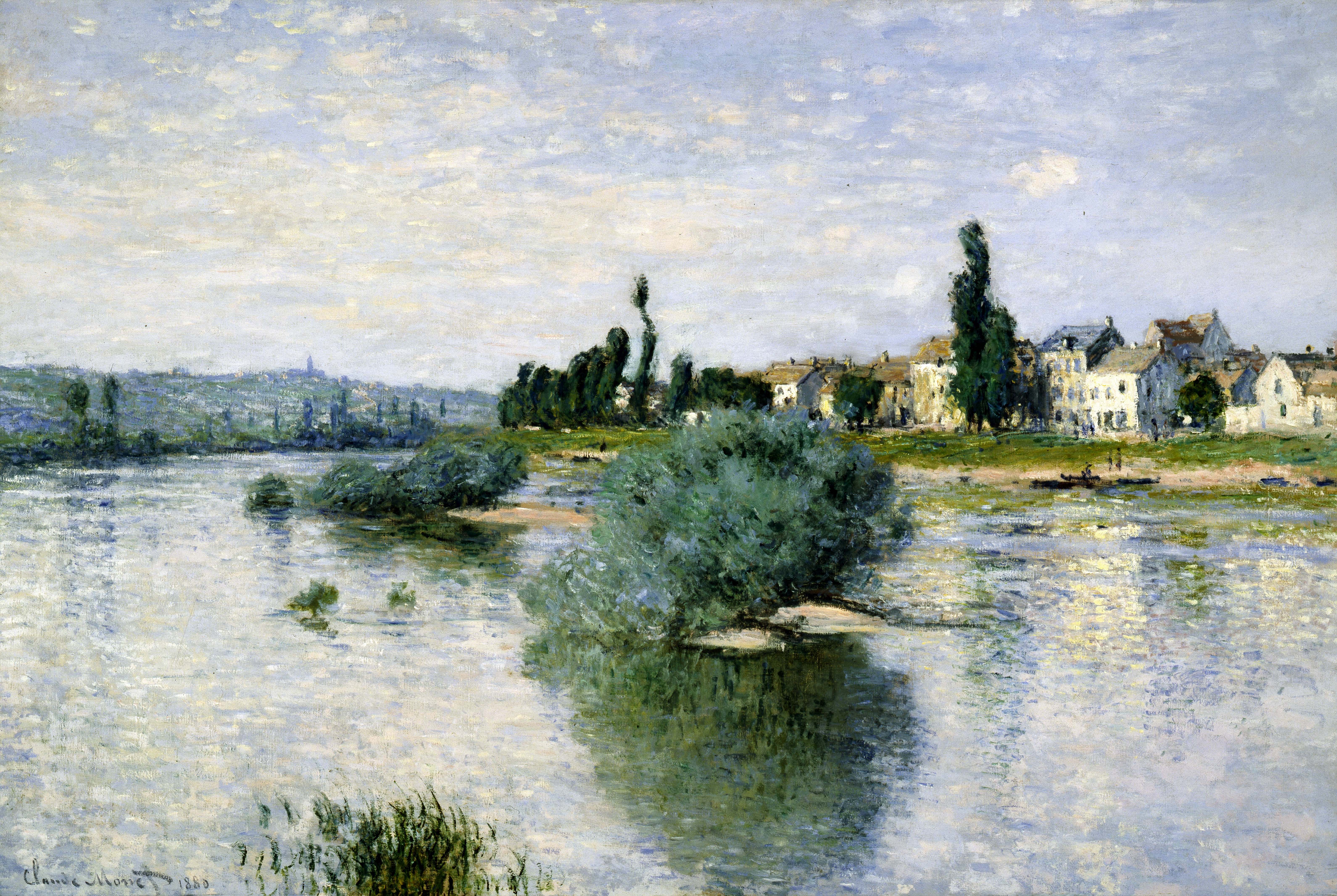
La Seine à Lavacourt par Claude Monet, 1880, Dallas Museum of Art.

### Patrimoine architectural
- Église Saint-Léger-et-Sainte-Barbe, XIXe siècle de style néo-roman.
- Maison du Passeur : située à la Vacherie, face au château de La Roche-Guyon.

Ce bâtiment construit au XVIIIe siècle était le lieu de péage pour les personnes traversant le fleuve par l'ancien bac.

### Patrimoine naturel
Forêt régionale de 368 ha (touchant aussi les communes de Freneuse et Mousseaux-sur-Seine) retenue dans le cadre du programme européen Natura 2000 intitulé « Coteaux et boucles de la Seine ».
Une réserve naturelle régionale est créée sur les communes de Moisson et Mousseaux-sur-Seine en 2009.
Les plans d'eau en bordure de Seine constituent aussi un lieu d'hivernage de nombreuses espèces d'oiseaux aquatiques.

### Moisson dans les arts
Le paysage a inspiré les impressionnistes, notamment Claude Monet.

### Personnalités liées à la commune
- Étienne Michaux (1771-1850), militaire français y est mort.
- Les frères Paul (1858-1937) et Pierre Lebaudy (1865-1929) y ont fait construire, sur leur propriété, un hangar à dirigeable, où était fabriqué leur fameux ballon dirigeable semi-rigide ;
- Jean-Louis Broust (1942-2006), acteur français, l'Édouard III des premiers Les Rois maudits (mini-série, 1972) télévisés y est décédé.